# Pavel Alekseevič Kuročkin
Pavel Alekseevič Kuročkin (in russo Павел Алексеевич Курочкин?; Vjazemskij rajon (Oblast' di Smolensk), 6 novembre 1900 – Mosca, 28 dicembre 1989) è stato un generale sovietico.

## Biografia
Arruolatosi diciottenne nell'Armata Rossa, negli anni venti divenne ufficiale di cavalleria (Pietrogrado 1920; Scuola di Cavalleria di Leningrado 1923) prestando nel contempo servizio operativo durante la Guerra civile russa, la Guerra sovietico-polacca e la rivolta di Tambov. Negli anni trenta divenne alto ufficiale (Accademia Frunze 1932; WPRA 1940), assumendo i primi importanti comandi dopo la Guerra d'inverno. Nel 1941 assunse il comando della 20ª Armata sovietica nella difesa di Smolensk, passando poi alla 43ª Armata ed infine all'alto comando del Fronte Nord-Ovest. Nel 1942 venne spostato al comando dell'11ª prima e della 34ª Armata poi, salvo essere rimesso al comando del Fronte Nordoccidentale nel novembre 1943, comandandolo durante l'offensiva Toropec-Cholm. Nell'inverno 1943-1944 funse da vicecomandante per il Maresciallo Konev sul Primo fronte ucraino, passando poi al comando del Secondo fronte bielorusso. Chiuse la guerra al comando della 60ª Armata nell'Offensiva L'vov-Sandomierz, venendo insignito del titolo di Eroe dell'Unione Sovietica. Eletto nel Soviet Supremo dell'URSS, tra il 1946 e il 1947 svolse gli ultimi incarichi operativi nella Germania Orientale e in Estremo oriente, dedicandosi, negli anni cinquanta, all'insegnamento nelle accademie militari sovietiche. Nel 1968 divenne Supremo Comandante delle Forze Militari del Patto di Varsavia, terminando la carriera come ispettore per conto del Ministero della Difesa. Ricevette l'Ordine di Lenin nel 1980.